# Verbova, Tomașpil
Verbova (în ucraineană Вербова) este o comună în raionul Tomașpil, regiunea Vinnița, Ucraina, formată numai din satul de reședință.

## Demografie
Componența lingvistică a satului Verbova
     Ucraineană (98,52%)
     Rusă (1,15%)
Conform recensământului din 2001, majoritatea populației satului Verbova era vorbitoare de ucraineană (98,52%), existând în minoritate și vorbitori de rusă (1,15%).